# Proton (ソフトウェア)
Protonは、Microsoft WindowsのゲームをLinuxベースのオペレーティングシステム (OS) 上で動作させるための互換レイヤーである。ValveがCodeWeaversの開発者と協力して開発している。Windowsゲームのパフォーマンスと互換性を向上させるために、Wineのパッチ版と組み合わせたソフトウェアとライブラリのコレクションである。Protonは、「Steam Play」としてSteamクライアントに統合されるように設計されている。サードパーティーのフォークを手動でインストールすることも可能であるが、クライアントを通じて正式に配布される。
2018年8月21日に初期リリースされた。リリースに際してValveは、エンドユーザーによる微調整を必要とせず、Windowsネイティブのように動作することがテストされ認定された27のゲームのホワイトリストを発表した。これらには、Doom（2016）、Quake、およびファイナルファンタジーVIが含まれる。
Protonには、3Dパフォーマンスを向上させるライブラリがいくつか組み込まれている。これらには、Direct3DからVulkanへの変換レイヤー、すなわちDirect3D 9、10、11用のDirectX Video Acceleration (DXVK) と、Direct3D 12用のVKD3D-Protonが含まれている。D9VKとして知られる別のライブラリは、2019年12月にDXVKに統合されるまで、Direct3D 9サポートを処理していた。

## 互換性
Wineの派生品であるProtonは、Windowsアプリケーションとの互換性を上流のものと非常によく保っている。公式のホワイトリストに加え、他の多くのWindowsゲームも、非公式ながらProtonと互換性があるとされている。また、Linux版が既に存在している場合でも、特定のタイトルに対してProtonの使用を強制することが可能である。

### Proton GE
Proton GeはGloriousEggrollが開発者のProtonの派生品である。Proton ExperimentalにRaw inputのサポート、Nvidia CUDAによるPhysXおよびNVAPIのサポート、アップストリームのWineのパッチなどが追加されている。Protonではライセンス等の問題で同梱できないライブラリが追加されているためProtonでは動作しないゲームが動作したり、一部のゲームでパフォーマンスが上昇することがある

### ProtonDB
ProtonDBは、あるタイトルのProtonとの互換性を記述したクラウドソースデータを収集し、「Borked」から「Platinum」までの評価尺度で表示する非公式コミュニティサイトである。このサイトは、同じくクラウドソースによる互換性レポートを収集・表示し、同様の評価システムを採用しているWineHQ AppDBに触発されたものである。

## リリース履歴
ValveはProtonのメジャーバージョンを7つリリースしている。バージョン表記は、ベースとなる上流のWineのバージョンにパッチ番号を付加したものである。
Protonは通常、上流のWineベースより数リリース遅れている。Proton GEなどの非公式派生品は、Protonを最近のWineバージョンにリベース化するために作成されており、公式リリースよりゲームとの互換性が向上する場合もあれば、損なわれる場合もある。
2020年12月、ValveはProton ExperimentalというProtonの永久ベータブランチをリリースし、通常のリリースよりも早く新機能やバグフィックスを取り入れ、最終的には通常リリースに含まれるようにした。
Steam Deckは、Protonを使用してソフトウェアタイトルの互換性を高めている。

## 参考出典
1. ↑  "Proton 9.0-4"; 閲覧日: 2024年12月12日; 出版日: 2024年12月11日.
2. ↑   ValveSoftware/Proton, Valve Software, (2022-03-03) 2022年3月3日閲覧。
3. ↑  “CODEWEAVERS' PROTON SOFTWARE SAUCE POWERS STEAM DECK” (英語). CodeWeavers. 2022年3月3日閲覧。
4. ↑  “Introducing a new version of Steam Play” (英語). Steam (2018年8月21日). 2020年6月26日時点のオリジナルよりアーカイブ。2022年3月3日閲覧。
5. ↑  “Valve officially confirm a new version of 'Steam Play' which includes a modified version of Wine”. GamingOnLinux. 2023年1月9日閲覧。
6. ↑  “Steam for Linux :: Introducing a new version of Steam Play” (英語). Steam Community (2018年8月21日). 2019年8月12日閲覧。
7. ↑  Evangelho, Jason. “Valve Changes Everything: Windows-Exclusive Games Now Run On Steam For Linux” (英語). Forbes. 2019年8月12日閲覧。
8. ↑  “Steam adds Proton, making Windows games playable on Linux (at least in theory)” (英語). PCWorld (2018年8月21日). 2019年8月12日閲覧。
9. ↑  “Valve officially confirm a new version of 'Steam Play' which includes a modified version of Wine”. 2023年1月9日閲覧。
10. ↑  “doitsujin/dxvk” (英語). GitHub. 2020年4月17日閲覧。
11. ↑  “A look over the ProtonDB reports for June 2019, over 5.5K games reported to work with Steam Play” (英語). GamingOnLinux. 2019年11月4日閲覧。
12. ↑  “Steam Client Beta” (英語). Steam Community. 2020年7月27日閲覧。
13. ↑  Evangelho, Jason. “Linux Gaming Tip: Don't Buy That Game On Steam Without Using This Tool” (英語). Forbes. 2019年8月12日閲覧。
14. ↑  “Steam Proton has opened the gaming floodgates for Linux users” (英語). SlashGear (2020年4月22日). 2020年7月27日閲覧。
15. ↑  “A look at how Steam Play is doing, based on the ProtonDB reports from July” (英語). GamingOnLinux. 2020年7月27日閲覧。
16. ↑  DeFore, Buck. “ProtonDB: Gaming reports for Linux using Proton and Steam Play” (英語). ProtonDB. 2019年10月8日閲覧。
17. ↑  “ValveSoftware/Proton” (英語). GitHub. 2020年4月17日閲覧。
18. ↑  “Want a more up to date Proton for Steam Play? Proton GE has a big new release out” (英語). GamingOnLinux. 2020年7月31日閲覧。
19. ↑  “Releases · GloriousEggroll/proton-ge-custom” (英語). GitHub. 2020年7月31日閲覧。
20. ↑  “Valve continues tweaking the new 'Proton Experimental' for Cyberpunk 2077” (英語). GamingOnLinux. 2021年2月26日閲覧。
21. ↑  “Proton 5.13-5 is now up bringing in some of the experimental changes” (英語). GamingOnLinux. 2021年2月26日閲覧。
22. ↑  Duckett, Chris (2021年7月16日). “Steam Deck is an AMD-powered handheld PC from Valve that runs KDE on Arch Linux”. ZDNet. 2021年7月16日閲覧。